# الجوقة (فلم)
الجوقة (بالفرنسية: Les Choristes) هو فيلم دراما فرنسي ألماني سويسري صدر سنة 2004. الفيلم من إخراج كريستوفر باراتير، ومن بطولة فرانسو بيرليند والطفل جان بابتيست مونييه. ترشح الفيلم لجائزة الأوسكار لأفضل فيلم أجنبي سنة 2005.

## القصة
يحكي الفيلم قصة مدرس موسيقى «كليمان ماثيو» الذي يصل إلى مدرسة داخلية متخصصة بإعادة تأهيل الأطفال في إحدى القرى النائية، ويضطر لأن يتعامل مع تلاميذ لا يتجاوز أكبرهم 15 عاماً في حين لا يزيد أصغرهم عن ستة أعوام. ويحكي الفيلم عن العلاقة التي تنمو بين معلم الموسيقى وطلاب المدرسة الداخلية، خلال الفيلم تحدث مفارقات ومواقف المربكة وكوميدية تحدث بين مدير المدرسة المتسلط وبين ماثيو الأستاذ الذي يحاول تعليم الموسيقى وغناء الجوقات لطلبة منحرفون. ويبين الفيلم من خلال لمحاته الإنسانية ومشاهدة الطريفة كيف يتمكن ماثيو اخيراً من النجاح في مهمته وكيف يغير حياة هؤلاء القاصرين من منحرفين لطلاب ذوي فائدة، كما ويحول نظام المدير راشان المتشدد إلى معزوفة موسيقية مليئة بالحب والفن والجمال.

## الميزانية والإيرادات
بلغت تكلفة إنتاج الفيلم حوالي 5.3 مليون دولار بينما حقق إيرادات تقدر بـ 83.6 مليون دولار.

## وصلات خارجية
- مقالات تستعمل روابط فنية بلا صلة مع ويكي بيانات